# HMS Warrior (R31)
För andra fartyg med samma namn, se HMS Warrior och ARA Independencia.
HMS Warrior (R31) var ett lätt hangarfartyg av Colossus-klass som tjänstgjorde i kanadensiska flottan mellan 1946 och 1948 (som HMCS Warrior), i Royal Navy mellan 1948 och 1958 samt argentinska flottan mellan 1959 och 1969 (som ARA Independencia (V-1)).

## Historia
Fartyget byggdes av Harland and Wolff i Belfast med det tilltänkta namnet HMS Brave. Royal Navy hade ursprungligen tänkt skynda på att ta henne i tjänst för operationer i Indiska oceanen under andra världskriget, vilket gjorde att hon byggdes utan värmare för viss utrustning ombord eftersom värme var onödigt i tropiska operationer.

### Kanadensisk tjänst
Hon sjösattes den 20 maj 1944 och färdigställdes den 24 januari 1946. Hon överfördes till kanadensiska flottan och togs i tjänst som HMCS Warrior under befäl av kapten Frank Houghton. Hon anlöpte Halifax hamn den 31 mars 1946, en vecka efter lämnat Portsmouth. Hon eskorterades av jagaren HMCS Micmac och minsveparen HMCS Middlesex. Kanadensiska flottan hade problem med den ouppvärmda utrustningen under tjänst i kalla Nordatlanten utanför östra Kanada under 1947.
Kanadensiska flottan bedömde henne olämplig för tjänst och, snarare än eftermontering av värmare, gjorde ett avtal med Royal Navy att byta henne för en mer lämpligt hangarfartyg av Majestic-klass som blev HMCS Magnificent (CVL 21).

### Brittisk tjänst
HMCS Warrior återvände till Storbritannien och togs åter i tjänst som HMS Warrior (R31) den 23 mars 1948. Warrior byggdes om vid örlogsbasen Devonport och utrustades med ett flexibelt flygdäck (lager av gummi) för att testa möjligheten av att ta emot flygplan utan landställ. Sea Vampire användes för att testa konceptet, vilket var framgångsrik, men togs inte i bruk.
Hon placerades i reserven i september 1949 och togs åter i tjänst i juni 1950 som ett transportfartyg för trupper och flygplan för att understödja brittiska styrkor under Koreakriget. Fartyget genomgick översyn under större delen av 1952 och 1953 vid Devonport Dockyard och efter en kort återgång i tjänst togs hon åter in för översyn den 14 december 1954. Den här gången fick Warrior på prov ett något vinklat flygdäck. Hon deltog i Operation Grapple, de första brittiska vätebombstesterna, då hon ombord hade en handfull helikoptrar och Grumman Avenger AS.4:s för att samla prover från testerna och transportera tillbaka dem för analysering. Efter operationen avslutades slungades Avenger-planen i havet eftersom de var kontaminerade med radioaktivitet. Hon betraktas som överflödig under det sena 1950-talet och utrangerades av Royal Navy i februari 1958 och erbjöd henne till försäljning. Återresan från Operation Grapple gick via Argentina, med anlöp i hamnar och demonstrationer för den argentinska flottan, till vilka Amiralitetet försökte sälja henne.

### Argentinsk tjänst

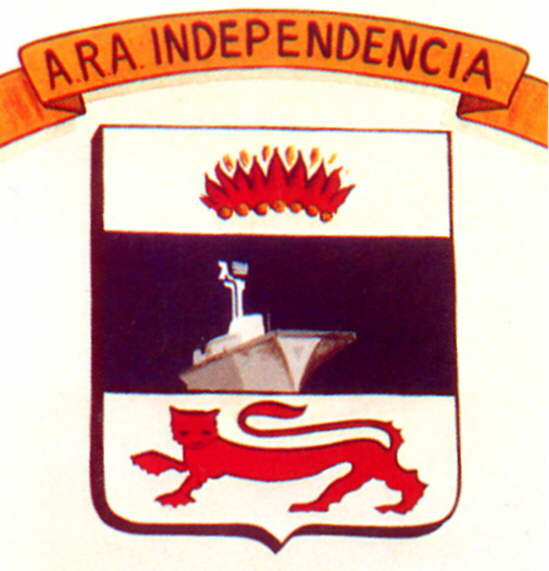
ARA Independencia emblem.

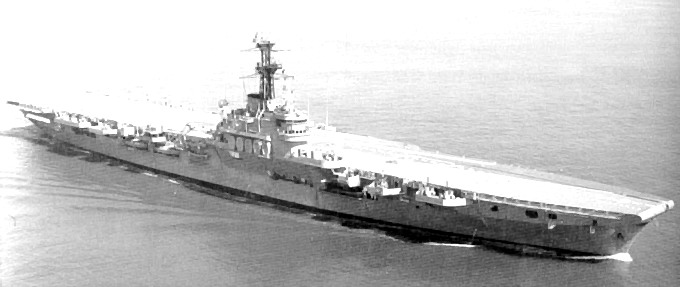
ARA Independencia.

Fartyget såldes till Argentina sommaren 1958 och namnändrades till ARA Independencia (V-1). Argentinska marinflyget inledde flygoperationer från Independencia i juni 1959 innan fartyget officiellt togs i tjänst i flottan. Luftvärnsbeväpningen reducerades i början till 12 stycken 40 mm kanoner och sedan till åtta. I maj 1962 försågs fartyget dock med ett fyrdubbelt och niodubbelt komplex av denna kaliber.
F4U Corsair, SNJ-5Cs Texan och Grumman S2F-1 (S-2A) Trackers bildade flyggruppen under dessa år.
Flottans inventering inkluderade också F9F Panther (första jetflygplanet i den argentinska marinflyget med början från augusti 1963) och F9F Cougar-plan, trots att Independencia visade sig vara olämplig att operera dem. De togs ombord under deras leveransresa från USA till Argentina. Fartyget använde också utbildningsplanet TF-9J Cougar, liksom North American T-28 Trojan, i den beväpnade versionen Fennec byggde i Frankrike.
Efter hangarfartyget ARA Veinticinco de Mayo (V-2) togs i tjänst 1969 försattes Independencia i reserven (1970). Hon skrotades 1971.